# Стрілянина в Угерському Броді
Стрілянина в Угерському-Броді — напад жителя цього чеського міста на відвідувачів ресторану «Дружба» 24 лютого 2015 року. Внаслідок нападу загинуло 8 осіб, нападник застрелився.
В 12:30 за місцевим часом до залу ресторану «Дружба», де перебували близько 20 осіб, увірвався чоловік і відкрив вогонь з двох пістолетів. Всього він зробив 25 пострілів, а потім взяв відвідувачів у заручники. Перед розстрілом нападник зателефонував до редакції чеського телеканалу «Прима» та розповів про захоплення заручників. Крім того, стрілець заявив, що «ненавидить людей» і має «великі проблеми з офіційними інстанціями».